# Adalbert Eyssert mladší
Adalbert Eyssert mladší (1. června 1813 Rumburk – 16. října 1879 Rumburk) byl rakouský podnikatel a politik německé národnosti z Čech, poslanec Českého zemského sněmu.

## Biografie
Působil jako obchodník a dopravce v Rumburku. Byl členem obchodní a živnostenské komory v Liberci. Byl členem obchodní komory. Adalbert Eyssert mladší byl taky členem správní rady a spoluzakladatelem České severní dráhy.
V 60. letech se Adalbert Eyssert mladší zapojil i do vysoké politiky. V doplňovacích volbách v květnu 1864 byl zvolen na Český zemský sněm, kde zastupoval kurii městskou, obvod Rumburk. Již po pár dnech se ale uvádí, že starosta Rumburku Adalbert Eyssert mladší mandát odmítl přijmout. Do sněmu pak místo něj usedl Emanuel Forster. Do sněmu se vrátil v zemských volbách v roce 1870, kdy byl za kurii obchodních a živnostenských komor, obvod Liberec.
Osoba jménem Adalbert Eyssert zastávala v letech 1856–1868 úřad starosty města Rumburk. Zdroje se ovšem mírně rozcházejí v tom, zda starostou města byl Adalbert Eyssert mladší (narozený roku 1813) nebo jeho jmenovec narozený roku 1807. Publikace Slovník představitelů zemské samosprávy v Čechách 1861–1913 uvádí, že Adalbert Eyssert mladší byl v roce 1861 starostou města Rumburk. Stejně tak Kalendárium regionálních výročí Ústeckého kraje řadí Eysserta zemřelého roku 1879 mezi rumburské starosty. Prager Tagblatt nicméně v nekrologu uvádí, že Adalbert Eyssert zemřelý roku 1879 byl pouze okresní starosta, zatímco nezmiňuje, že by byl starostou Rumburku (pouze uvádí jeho členství v obecním zastupitelstvu). Rovněž zpráva o pohřbu zesnulého psaná přímo z Rumburku neuvádí, že by byl starostou města, pouze členem zastupitelstva.
Zdroje také mírně kolísají ohledně členství Adalberta Eysserta v Říšské radě. Nekrolog v Prager Tagblatt z roku 1879 uvádí, že zesnulý byl i poslancem Říšské rady. Členství Eysserta v Říšské radě v zprávě o úmrtí roku 1879 uvádějí i jiné zdroje. V Říšské radě ovšem zasedal jediný muž jménem Adalbert Eyssert a to od roku 1861 do roku 1862, zatímco Adalbert Eyssert mladší je výslovně uváděn jako nový poslanec zemského sněmu (který v 60. letech volil ze svých řad poslance Říšské rady) až v roce 1864, přičemž mandátu na sněmu se tehdy ihned vzdal.
Zemřel v říjnu 1879 ve věku 67 let, po osm let trvající srdeční chorobě. Pohřeb se konal 20. října 1879 za velké účasti veřejnosti.